# Nekane Aramburu
Nekane Aramburu (Sant Sebastià, 1965) és gestora cultural i comissària basca originària de Sant Sebastià (Guipúscoa). Ha viscut i treballat en diverses ciutats i països. Actualment està instal·lada a Palma, Mallorca, on dirigeix el Museu d'Art Modern i Contemporani de Palma des de març de 2013, després d'haver guanyat un concurs públic per a aquesta plaça.